# SDSS J162838.77+230821.1
SDSS J162838.77+230821.1 ist ein Objekt im Sternbild Herkules, das ungefähr Spektralklasse T7 aufweist. Die Publikation seiner Identifikation als T-Zwerg durch Analyse der Daten des Sloan Digital Sky Survey erfolgte im Jahr 2006 von Chiu et al.